# 李家乡 (海东市)
李家乡，是中华人民共和国青海省海东市乐都区下辖的一个乡镇级行政单位。

## 行政区划
李家乡下辖以下地区：
烂泥沟村、甘沟岭村、大洼村、马圈村、民族村、合尔红村、公擦沟村、阿塔岭村、西马营村、东马营村、丹科尔村、陈家磨村、尕泉湾村、和尔茨村、交界湾村、山庄村和双坪村。